# Quercus ×acutidens
Hybride
Parent A de l'hybridation 
  Quercus cornelius-mulleri 
×

Parent B de l'hybridation 
  Quercus engelmannii 
Classification phylogénétique
Quercus ×acutidens est une espèce d'arbres hybride de la famille des Fagaceae. Elle est issue du croisement interspécifique entre Quercus cornelius-mulleri et Quercus engelmannii.